# Капоэйра Контемпоранеа

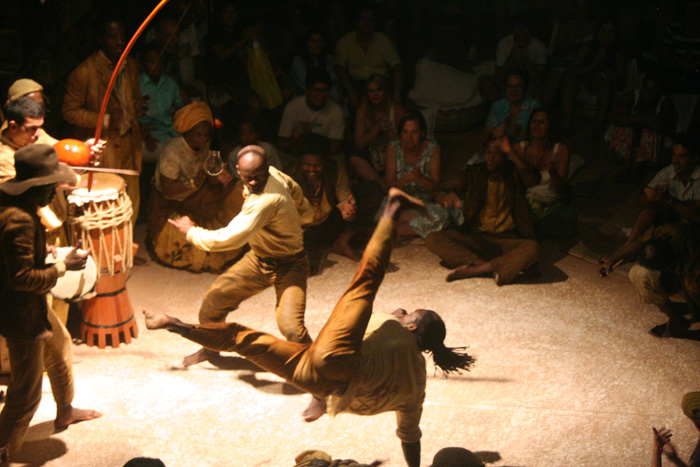
Игра капоэйра во время театрализованного представления. Бразилия.

Капуэйра Контемпоранеа, Капуэйра Контемпоранья (порт. Capoeira Contemporânea букв. «современная капуэйра») — крупное и быстрорастущее направление капоэйра, сочетающее в себе элементы классической традиционной капоэйра ангола местре Пастиньи (Капоэйра Ангола) и основанной местре Бимбой капоэйра режьонал (Капоэйра Режионал), в разных пропорциях. В настоящий момент, из-за своей разнородности и частичного отсутствия единого источника знаний и практик является зонтичным термином, призванным объединить и детерминировать собой явления в капоэйре, не являющиеся частью традиционных направлений боевого искусства, но также являющиеся его неотъемлемой частью.

## История
Согласно источникам, данное направление в настоящий период времени является недооцененным, учитывая традиционную привязанность большинства практиков на линии преемственности капоэйры ангола и режиональ, а также, в отличие от описанных стилей, отсутствия единого информационно-организационного центра данного направления. Исследователями подчёркивается, что даже те явления и традиции, которые сейчас существуют, установлены в капоэйре в период 1930-х гг., что лишний раз выявляет изменчивость самих традиций капоэйры

В настоящий момент силами бразильских и английских учёных проводятся исследования, имеющие своей целью точное установление корней направления, его истории и появления в Рио-де-Жанейро и штате Баия как относительных центрах зарождения официальной капоэйры, синтеза капоэйра контемпоранеа из двух основных стилей в 1960-70х годах. Исследователями данный стиль называется самым практикуемым:
| Начиная с 1930-х годов такие мастера капоэйры, как Бимба и Пастинья, модернизировали капоэйру, что привело к разделению на стили Режиональ и Ангола. Капоэйристы из штата Байя переезжали в Рио-де-Жанейро и Сан-Паулу в поисках лучших возможностей в 1950—1970-х годах. Там они и их ученики разработали то, что позже стало известно как «Современная капоэйра» (Capoeira Contemporânea), которая сегодня является наиболее практикуемым стилем. Оригинальный текст (англ.)From the 1930s onward, capoeira masters such as Bimba and Pastinha modernized capoeira, leading to the emergence of the Regional and Angola styles. Bahian capoeiristas migrated to Rio de Janeiro and São Paulo in search of better opportunities during the 1950-1970s. There they and their students developed what later became known as «Contemporary capoeira» (Capoeira Contemporânea) which is the most practiced style today.. — проф. Маттиас Рёриг Ассунсао. |

## Описание стиля

### Общее описание
Современная капоэйра, по признанию специалистов, отличается акцентом на чистоту и выверенность каждого движения, определённость основных техник боя, а также привнесением новаторской, захватывающей визуальной части действа. Направление отличается значительным количеством различных акробатическими элементов, и, в большинстве своем, намеренным включением в практику игры элементов других единоборств (в основном — восточных), что не является историческим явлением для капоэйры. Контемпоранеа — самая молодая ветвь капоэйра. Считается, что первыми игроками направления стали игроки группы Capoeira Senzala, а также Abada Capoeira под руководством местре Камизы, и Cordão de Ouro Capoeira, созданную Местре Суассуной. 
Этот стиль основывается как на капоэйра ангола, так и на режионал, взяв от них наиболее подходящее восприятию конкретных руководителей конкретных групп, сформировавших впоследствии соответствующие линии преемственности.
Игроки совершают низкие переходы и уклоны, статические зависания в стойке на руках и голове, но в то же время контемпоранеа полна акробатических движений, быстрых круговых ударов и высоких ударов.

### Критика стиля, особенности и отличия
Стиль контемпоранеа является очень спорным, ибо приверженцы традиционных анголы и режионала считают их смешение невозможным, и что для правильного познания капоэйра как таковой следует придерживаться какого-либо одного направления. Проблемой является также, присущая любой группе капоэйры необходимость передачи традиции как в самой игре и её обучению, так и в присущей конкретному направлению внешней форме — пению, инструментам, внешнему виду и поведению как в роде, так и за её пределами. Так или иначе, сегодня по стилю игры капоэйриста понять, к какому стилю принадлежит его манера игры крайне сложно. Игра капоэйра контемпораньи начинается с анголы под пение ладаиньи опытным игроком или местре, примерно так же, как в направлении ангола. С развитием хода игры темп ускоряется и игроки ускоряются. Тогда батерия играет режиональные ритмы и местре подает знак, что можно играть высоко и быстро.
От направления ангола капоэйра контемпоранеа взяла низкие переходы, удары, тактическую манеру ведения игры, выносливость и хитрость. От режионал она заимствовала красоту высоких ударов, рефлекторность, скорость, эффективность и эффектность. Кроме того, от анголы осталась духовность, осмысленность каждого движения и стремление взаимодействовать с соперником, ведя диалог, а не противостояние. Так или иначе, игрок капоэйра контемпоранеа стремится использовать сильные стороны традиционных стилей, чтобы остаться неуязвимым как для высоких атак, так и для низких, что, правда, не всегда ему удается при игре с опытными приверженцами более традиционных направлений.

### Музыка в капоэйра контемпоранеа
Контемпоранеа играется как под медленные ритмы, так и под быстрые. Соответственно игра может быть как скоростной режиональной, так и медленной ангольской. Поэтому к контемпоранеа обычно причисляют группы, практикующие стиль ангола наряду с режионал, развивая их и дополняя. В зависимости от необходимости, в современной капоэйра батерия (оркестр капоэйристов) состоит из трех беримбау, одного или двух пандейру, атабаке и в некоторых редких случаях — агого. Реку-реку в батерии не используется.